# Мурхад мак Маэл Дуйн

Ирландия в VIII — первой трети IX века

Мурхад мак Маэл Дуйн (др.‑ирл. Murchad mac Máele Dúin; умер не ранее 833) — король Айлеха (819—823) из рода Кенел Эогайн.

## Биография
Мурхад был одним из сыновей Маэл Дуйна мак Аэдо Аллайна, скончавшегося в 788 году. Он унаследовал престол Айлеха в 819 году после смерти своего двоюродного брата Аэда Посвящённого. Тот был также верховным королём Ирландии, но этот титул перешёл к королю Миде Конхобару мак Донхаде из рода Кланн Холмайн.
В начале своего правления Мурхаду мак Маэл Дуйну пришлось бороться с притязаниями правителя Кенел Конайлл Маэл Брессайла мак Мурхады на гегемонию среди Северных Уи Нейллов. В 819 году Мурхад одержал победу над войском Кенел Конайлл. В этом сражении король Маэл Брессайл погиб.
В 820 году Мурхад мак Маэл Дуйн начал борьбу за титул верховного короля Ирландии. С войском подчинённых ему северо-ирландских правителей он дошёл до Друим инд Эйха (современного Дублина). В ответ на это Конхобар мак Доннхада с войском Южных Уи Нейллов и лейнстерцами совершил поход в северную часть острова. Однако в ирландских анналах не сообщается ни о каких сражениях во время этих событий. В 822 году Мурхад вторгся в королевство Миде, дойдя до Ард Брекана. На сторону короля Айлеха перешли подчинявшиеся Конхобару брегцы, явившиеся во главе с королём Лагора (Южной Бреги) Диармайтом мак Нейллом в лагерь Мурхада в Друим Фергусе. Стремясь возвратить контроль над Брегой, сын верховного короля Доннхад дважды вторгался в это королевство: в первом походе он дошёл до Гуалу, во втором походе разбил войско брегцев. Потерпя поражение в бою, правитель Лагора снова должен был признать себя подчинённым королю Конхобару. В этом же году по приказу Мурхада был убит король кианнахтов Арды Куммасках мак Туатайл. Возможно, причиной гибели Куммаскаха стал его отказ подчиняться приказам короля Айлеха.
Конфликт Мурхада мак Маэл Дуйна с верховным королём Ирландии Конхобаром мак Доннхадой привёл в 823 году к его свержению с престола Айлеха. Заговор был подготовлен и осуществлён троюродным братом Мурхада Ниаллом Калле. Вероятно, Мурхад смирился с потерей престола и позднее даже стал союзником нового короля Айлеха. Последнее упоминание о Мурхаде в ирландских анналах датировано 833 годом, когда он вместе с Ниаллом Калле совершил внезапное нападение на лагерь викингов, намеревавшихся разграбить Дерри. Эта победа стала первым вооружённым конфликтом верховных королей Ирландии с норманнами.
Возможно, Мурхад мак Маэл Дуйн был женат на скандинавке, так как предполагается, что упоминаемое в генеалогических трактатах имя его сына — Эрулб — является искажённым древнескандинавским именем Херульфр. Ещё одним сыном Мурхада был Руадри, предок Кланн Бирн, живших в графстве Тирон.